# Notre-Dame-de-Riez
Notre-Dame-de-Riez – miejscowość i gmina we Francji, w regionie Kraj Loary, w departamencie Wandea.
Według danych na rok 1990 gminę zamieszkiwało 957 osób, a gęstość zaludnienia wynosiła 65 osób/km² (wśród 1504 gmin Kraju Loary Notre-Dame-de-Riez plasuje się na 594. miejscu pod względem liczby ludności, natomiast pod względem powierzchni na miejscu 790.).